# Arme automatique modèle 1952
L'arme automatique transformable modèle 1952 (AAT-52, AA-52 ou AANF1) est une mitrailleuse multiusage développée en France à partir de 1952.
Elle remplace le Mac 24/29 et diverses mitrailleuses étrangères, alors en service dans l'armée de Terre française à la fin des années 1950 dont le FM BAR. Le terme transformable indique qu'elle peut être employée comme fusil-mitrailleur ou comme mitrailleuse, par simple changement du canon qui autorise une cadence de tir plus élevée. Elle tirait à l'origine du calibre 7,5 mm 1929C avant d'adopter le 7,62 OTAN.

## Histoire

### Développement
À la fin des années 1940, la France était armée de mitrailleuses d'origines allemande, américaine, britannique et française. Cette disparité posait de gros problèmes, notamment lors de la guerre d'Indochine, car toutes ces mitrailleuses étaient chambrées dans des calibres différents et nécessitaient des pièces détachées spécifiques. L'approvisionnement des troupes devenant d'une extrême complexité, il fut décidé de lancer un programme de conception d'une arme française d'emploi général qui devrait remplacer toutes celles déjà en service.
Il s'agissait là d'une solution permettant de grandes simplifications, que ce soit au niveau de l'intendance (plus qu'un seul calibre et pièces détachées standard), de la production industrielle, mais aussi de l'entraînement des hommes, qui n'avaient plus à connaître qu'une seule arme. Le développement de la nouvelle mitrailleuse fut confié à la Manufacture d'armes de Saint-Étienne. Celle-ci utilisera par la suite son expérience et le fonctionnement général de l'AAT-52 pour la conception du FAMAS.

### Remplacement
L'AAT-52 a partiellement été retirée du service de l'armée française en 2008. Elle est remplacée dans les années 2010 par 10 881 FN MAG.
Sortie des réserves après l'embuscade d'Uzbin en 2008, certaines unités l'utilisent toujours. Plus de 60 ans après sa mise en service, on peut donc encore l’apercevoir sur certaines photos d'unités opérant au Mali durant l'opération Serval en 2013.

## Fonctionnement
L'AAT-52 fait exception parmi les mitrailleuses modernes par son fonctionnement interne basé sur une culasse comprenant un levier amplificateur d'inertie lié à une masse additionnelle , ces éléments n'étant pas verrouillés lors du tir. La force appliquée sur la cartouche au moment du tir est employée pour renvoyer la culasse en position arrière (le levier amplificateur d'inertie augmentant l'amplitude du mouvement de la masse additionnelle sur les premiers millimètres du mouvement de recul) , où le ressort récupérateur la renvoie vers l'avant et lui fait introduire une nouvelle cartouche. Ce système fonctionne parfaitement bien avec des cartouches de pistolet sur des pistolets mitrailleurs, mais l'utilisation de cartouches de fusil dans les fusils mitrailleurs demande quelque chose de plus rigoureux si l'on veut conserver une certaine sécurité. La chambre risque en effet de s'ouvrir, alors que la pression des gaz est trop forte, ce qui peut endommager l'arme et blesser le servant.
Pour pouvoir se passer d'un système de verrouillage de la culasse, l'usine de Saint-Étienne va s'inspirer des travaux de Pál (Paul) Király en employant un système d'amplification d'inertie du recul. L'AAT-52 utilise, en effet, un système en deux parties, reliées par un levier amplificateur d'inertie. La culasse qui subit une poussée des gaz au niveau de la cuvette de tir recule en poussant vers l'arrière la masse additionnelle du transporteur de culasse ; après une course arrière réduite permettant le retard de l'ouverture nécessaire à la chute de la pression des gaz de combustion de la poudre, le levier amplificateur d'inertie accélère le mouvement arrière de la masse additionnelle qui à son tour entraîne la partie avant. La culasse n'est certes pas verrouillée lors du tir, mais elle s'ouvre bien moins rapidement qu'avec une culasse traditionnelle, il n'y a donc plus aucun risque, malgré la puissance de la cartouche.
Afin de faciliter l'extraction primaire des étuis percutés (dans les premiers millimètres du recul, lorsque la pression est encore très élevée), la chambre possède des rainures permettant aux gaz de s'introduire entre la chambre et la cartouche, équilibrant la pression autour de la douille, pour éviter la rupture du collet de l’étui "collé" dans la chambre.
L'AA-52 peut tirer sur un bipied ou un trépied mais, quand le trépied est utilisé pour un tir continu, la mitrailleuse est équipée d'un canon lourd, donc plus long à chauffer, ce qui permet des tirs plus soutenus.
Une version "armement de bord" a été utilisée sur CM170 Fouga Magister (deux armes, 2 × 150 cartouches), et en Algérie sur North American T6 sous forme de nacelles de deux mitrailleuses sous chaque aile par les EALA (escadrilles d'appui léger de l'armée de l'air). Identique sur le plan mécanique, la poignée pistolet de l'arme était alors remplacée dans cette version par une détente électrique Alkan. L'arme est également utilisée sur hélicoptère, montée en sabord.

### Une version modernisée: l'arme automatique modèle 7,62 N F1
À la fin des années 1960, la France décide d'adopter le calibre 7,62 OTAN pour ses mitrailleuses. Cette décision vient d'un raisonnement balistique et économique (de sorte à faciliter les exportations vers les pays soutenus ou proches de l'OTAN).

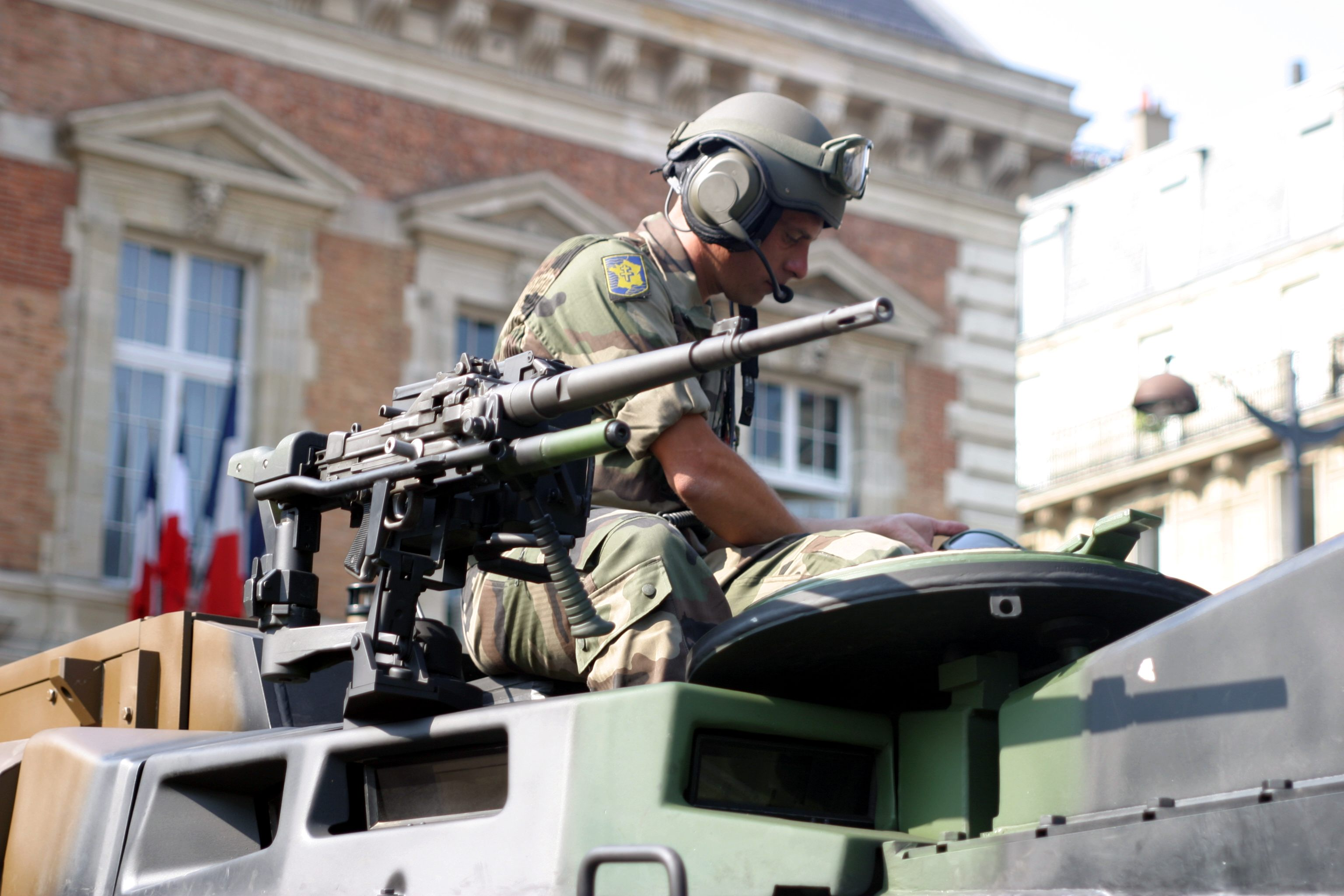
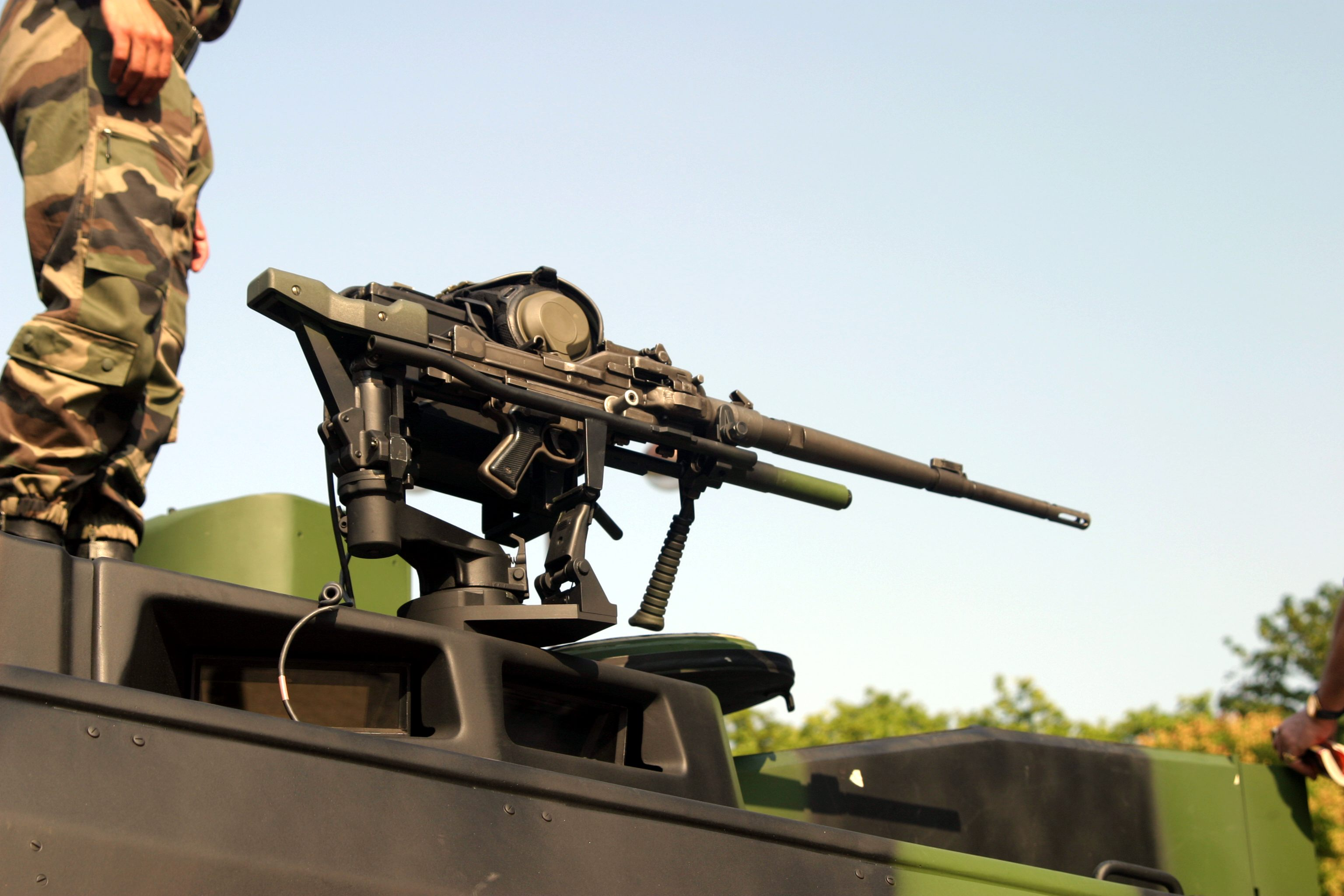
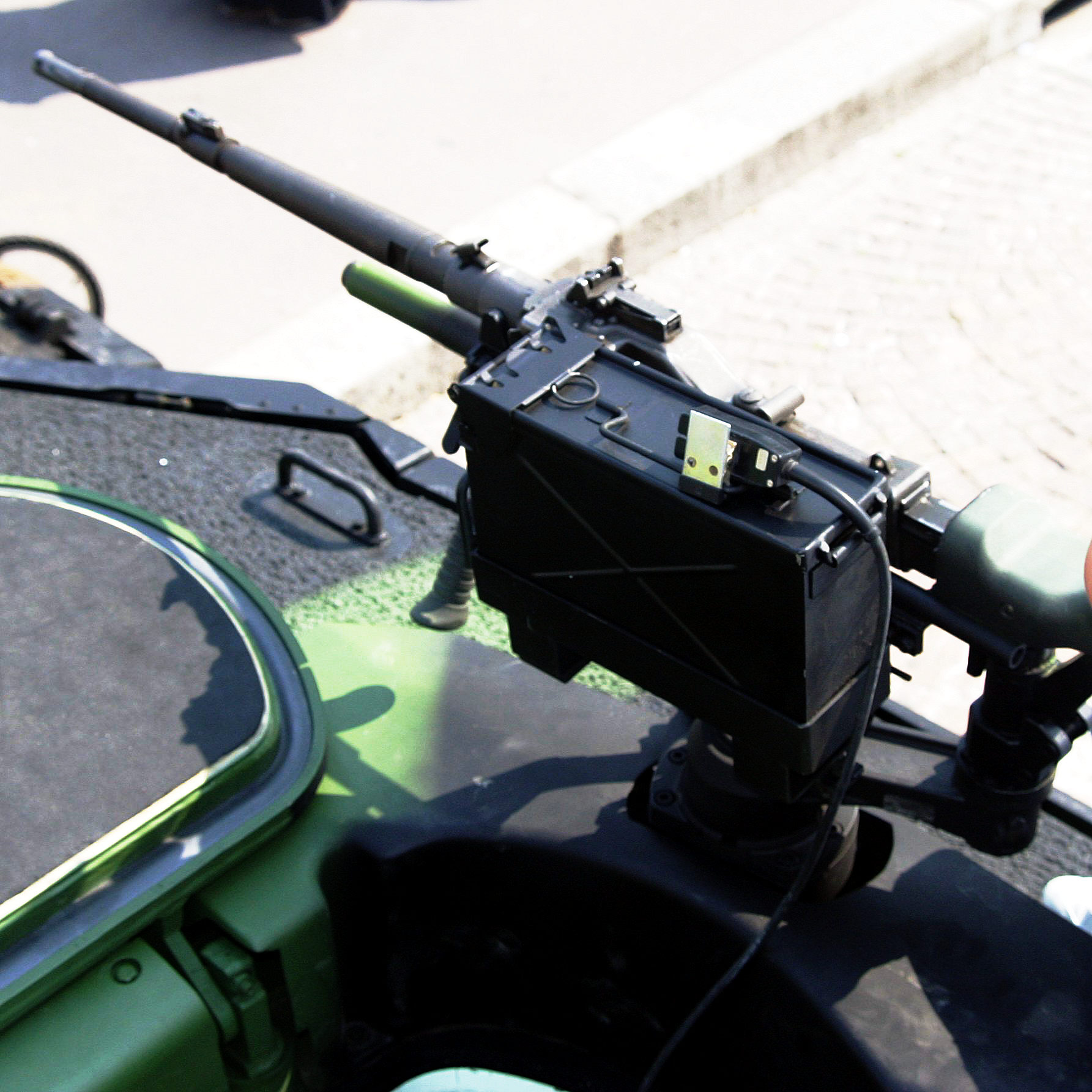

## Utilisations

### Utilisateurs de la version d'infanterie

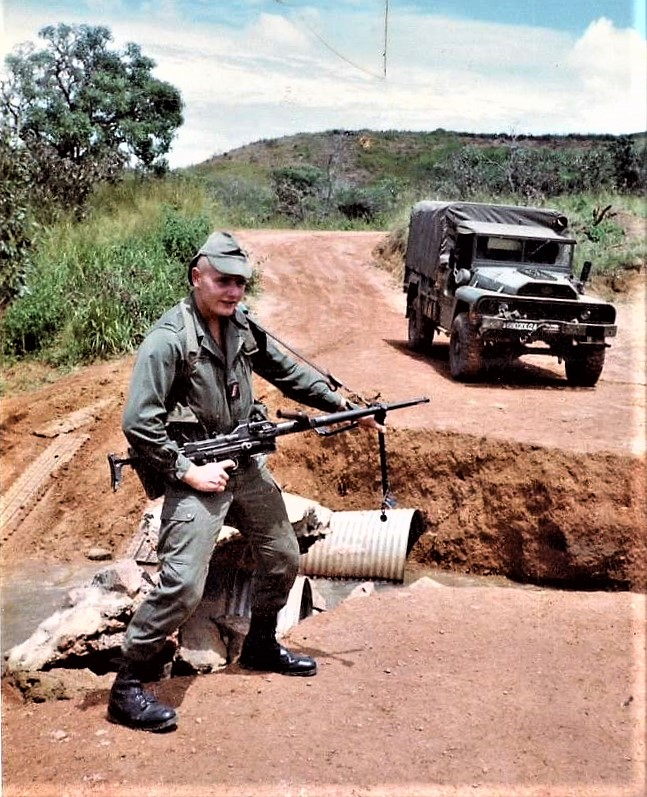
Un militaire du 11e régiment d'artillerie de marine en République centrafricaine en 1992 avec la version d'infanterie munie d'un bipied.

En service dans l'armée française depuis les années 1950, l'AA-52  s'est révélée être une arme relativement fiable, mais n'a pas trouvé de débouchés importants à l'export. Elle a néanmoins été vendue au Cameroun, à la Côte d'Ivoire, à la République Centrafricaine, à la Guinée, au Mali,  au Maroc, à la Mauritanie, au Sénégal, au Tchad et au Togo. À partir de 2022, l'Ukraine en reçoit également 34 selon un rapport gouvernemental de juillet 2023.

### Utilisateurs de la version embarquée

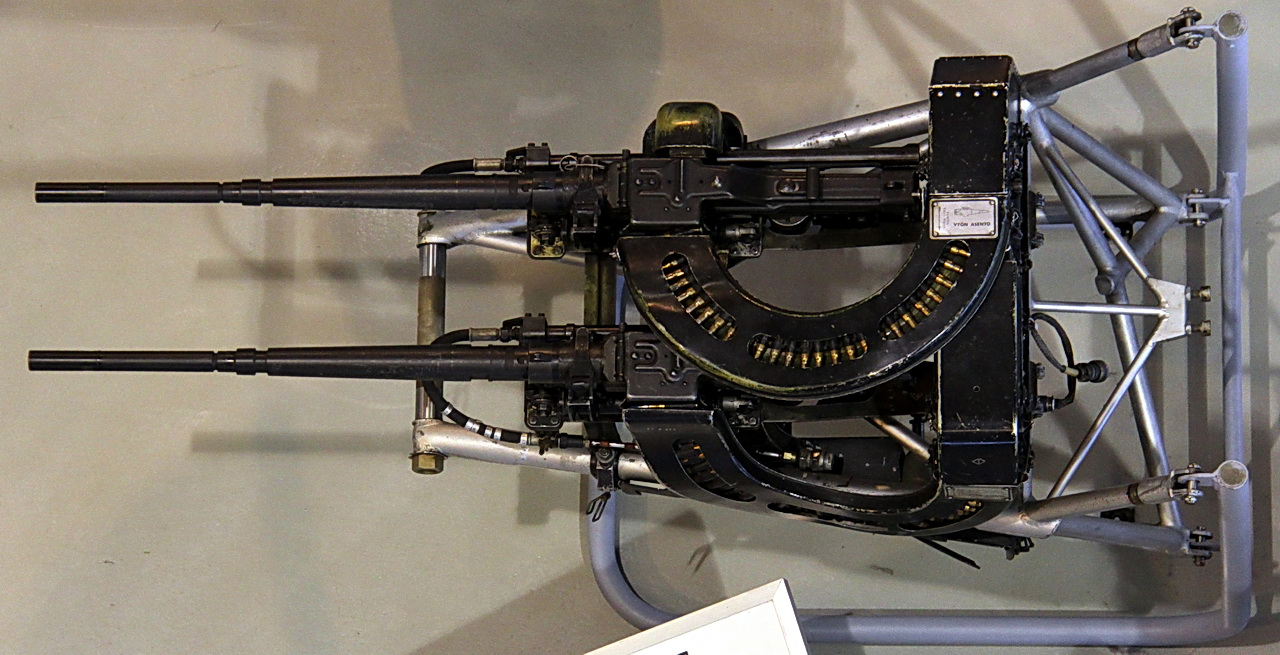
Version montée sur châssis double pour Fouga CM-170 Magister.

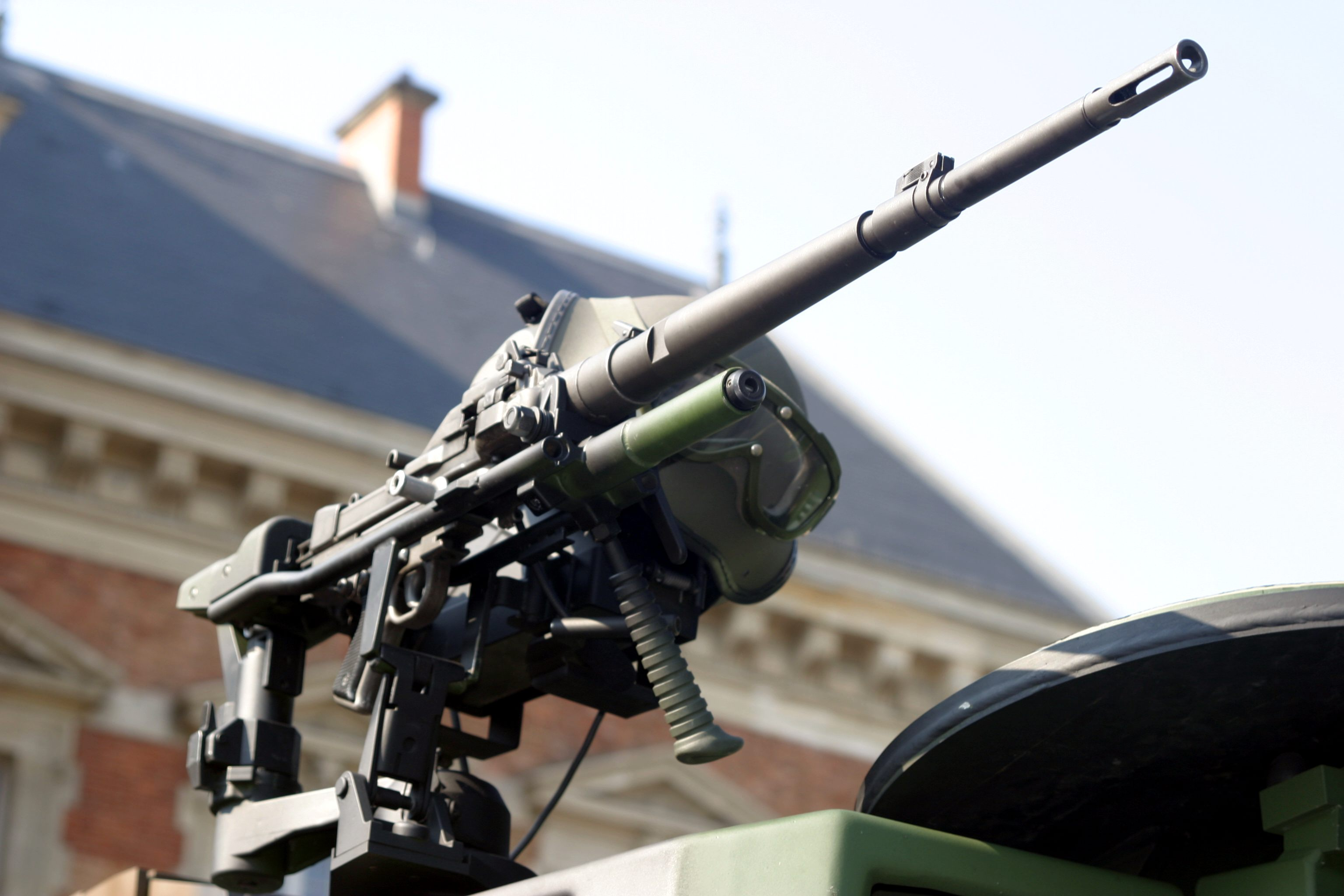
L'arme automatique modèle F1 (version modernisée de l'AA-52 chambrée pour la 7,62 OTAN) montée sur une tourelle de char Leclerc.

L'AANF1 est généralement employée sur les chars Leclerc en complément du canon principal (de calibre 120 mm) et d'une mitrailleuse lourde Browning M2 (de 12,7 mm).
En version lourde, l'AA-52 puis l'AANF1 furent utilisées comme armement auxiliaire des AMX-30, AMX-13 VTT, AMX 10 P, AMX-10 RC, ERC-90 Sagaie, EBG, Panhard AML 60,Panhard AML 90, Panhard M3 VTT, Peugeot P4, Jeep, VAB, VBL et VLRA. C'est donc dans cette configuration que l'AA-52 fut la plus exportée.
Elle peut être installée sur un châssis double dans les avions Fouga Magister.
Elle est utilisée également sur des navires tels des patrouilleurs.